# Lampropelma nigerrimum
Lampropelma nigerrimum là một loài nhện trong họ Theraphosidae.
Loài này thuộc chi Lampropelma. Lampropelma nigerrimum được Eugène Simon miêu tả năm 1892.